# Armand de Laroque
Armand de Laroque, comte de La Roque-Ordan, était un homme politique français né le 29 mars 1775 à Auch (Gers) et mort le 31 janvier 1842 à Ordan-Larroque (Gers).

## Biographie
Propriétaire, il est député du Gers de 1815 à 1816, siégeant dans la majorité de la Chambre introuvable.

## Sources
- « Armand de Laroque », dans Adolphe Robert et Gaston Cougny, Dictionnaire des parlementaires français, Edgar Bourloton, 1889-1891 [détail de l’édition]